# Democratisch Politiek Keerpunt
Het Democratisch Politiek Keerpunt (afgekort: DPK) was een politieke partij in Nederland.
De partij ontstond in juni 2012 als fusie tussen de Onafhankelijke Burger Partij en Trots op Nederland (TON), die 9 juni 2012 bekendmaakten te gaan fuseren. Op 19 juni werd de naam van de fusiepartij Democratisch Politiek Keerpunt (DPK) gepresenteerd door Hero Brinkman, die tot de eerste partijleider werd verkozen en ook lijsttrekker werd. Rita Verdonk, de oprichter van TON, vervulde geen leidende rol bij de fusiepartij. Oud-minister en ondernemer Herman Heinsbroek schreef mee aan een masterplan voor de economische maatregelen.
Tijdens een ledenvergadering van TON, op 17 november 2012, werd de fusie echter ongedaan gemaakt en besloot TON om als zelfstandige partij verder te gaan, zonder Hero Brinkman.

## Lokaal
Het DPK had direct na de fusie met TON rond de 40 raadszetels. Daarnaast had de partij op dat moment 2 wethouders in Den Helder en in Alkmaar, en was ze vertegenwoordigd in het college van Vlaardingen.

## Koers
DPK benadrukte vooral dat zij voor lagere belastingen was. De partij zei zich speciaal in te zetten voor de jongeren en de ouderen, omdat deze volgens DPK door de politiek in de steek waren gelaten. De koers werd bij de oprichting van de partij door Hero Brinkman samengevat als: "We zijn een bundeling op rechts - rechts-liberaal zoals Pim Fortuyn ook was."

### Immigratie en integratie
Het DPK was voorstander van een streng immigratie- en integratiebeleid, maar de 'menselijke maat' mocht volgens Brinkman niet uit het oog worden verloren.

### Overheid
De partij heeft als een van de hoofdpunten een kleinere overheid. Zo wil het DPK 25 procent minder ambtenaren, waarbij politie-, brandweer- en ambulancepersoneel wordt ontzien. Bovendien kan er volgens de partij worden bezuinigd op allerlei overheidsorganen. Provincies, waterschappen en de Eerste Kamer zouden moeten worden afgeschaft om geld te besparen.

### Europa
Het Democratisch Politiek Keerpunt wilde een beperkte Europese samenwerking. Nederland zou moeten overwegen een monetaire unie te vormen met alleen de rijke West-Europese landen die tot 1973 lid waren van de Europese Economische Gemeenschap. De Europese Unie zou ook moeten worden heroverwogen. Een terugkeer naar de gulden was echter geen optie.

## Tweede Kamerverkiezingen 2012
Het DPK deed mee aan de Tweede Kamerverkiezingen van 12 september 2012. Bij deze stemming behaalde de partij 0,1% van de stemmen, ruimschoots te weinig voor een Kamerzetel.